# William Wells Brown
Pour les articles homonymes, voir William Wells et Wells.
William Wells Brown, né le 6 novembre 1814 à Lexington et mort le 6 novembre 1884 à Chelsea, est un abolitionniste, écrivain et historien Afro-Américain.
Né en esclavage dans le sud des États-Unis, Brown s'est échappé vers le Nord en 1834 où il a œuvré pour des causes abolitionnistes et devient un écrivain prolifique. Son roman Clotel (1853) est considéré comme le premier roman écrit par un Afro-Américain.
Il fait partie des auteurs qui revendiquent même la primauté civilisationnelle de l’Égypte antique noire et la diffusion de ses savoirs vers les civilisations occidentales que sont la Grèce puis la Rome antique.